# Специальная комиссия кнессета по борьбе с использованием наркотиков и алкоголя
Специальная комиссия кнессета по борьбе с использованием наркотиков и алкоголя (ивр. ועדה מיוחדת למאבק בנגע הסמים‎ — Ваада меюхедет ле-маавак бе-нега ха-самим) — специальная комиссия кнессета, занимающаяся вопросами борьбы с наркоманией и алкоголизмом  в Израиле. 

## Направления деятельности
- Информационная и образовательная государственная политика и правоприменительные меры по сокращению злоупотребления опасными наркотиками
- Лечебно-реабилитационные процедуры при наркотической и алкогольной зависимости
- Изучение государственной политики и различных подходов к зависимостям
- Сопровождение и регулирование полей каннабиса в Израиле и борьба с криминализированием каннабиса.

## Председатели комиссии
- Овадья Эли (кнессет 12-го созыва)
- Реувен Ривлин (кнессет 12-го созыва)
- Рафаэль Эйтан (кнессет 13-го созыва)
- Эли Бен-Менахем (кнессет 14-го созыва)
- Номи Хазан (кнессет 14-го созыва)
- Талеб Эльсана (кнессет 15-го созыва)
- Аюб Кара (кнессет 16-го созыва)
- Йехиель Хазан (кнессет 16-го созыва)
- Яир Перец (кнессет 16-го созыва)
- Нисим Зеэв (кнессет 17-го созыва)
- Мухаммед Бараке (кнессет 18-го созыва)
- Талеб Эльсана (кнессет 18-го созыва)